# Richard Fritzsche
Karl Richard Fritzsche (* 10. Dezember 1910 in Hohenstein-Ernstthal; † 10. Oktober 1976 in Karl-Marx-Stadt) war ein deutscher Journalist und Heimatforscher.

## Leben
Der Sohn eines Webers besuchte die Volksschule und die Handelsschule. Er erlernte den Beruf des Kaufmanns. Als solcher arbeitete er in einer Trikotagenfabrik. In den 1930er-Jahren war er zeitweise arbeitslos, arbeitete als Buchhalter und als Straßenbahnangestellter in Hohenstein-Ernstthal. Zuletzt wurde er Sachbearbeiter bei der dortigen Handwerkskammer.
1953 übernahm er die Leitung der Ortsgruppe Hohenstein-Ernstthal des Kulturbundes der DDR. Als solcher nahm er teil an der Erarbeitung der Ortschronik.
In seiner Freizeit war Fritzsche journalistisch tätig und beschäftigte sich mit Literatur. So erhielt er mehrfach Literaturpreise.
1966 wurde Richard Fritzsche Journalist in der Bezirksredaktion Karl-Marx-Stadt der Zeitung Die Union. Ferner war er Mitarbeiter der Zeitschrift Der Heimatfreund für das Erzgebirge.

## Schriften
- Das Rosengitter. Erzählung. Berlin: Union-Verlag, 1969. DNB 456675078

## Ehrungen
- Johannes-R.-Becher-Medaille in Silber
- Medaille für heimatkundliche Leistungen in Gold
- Silberne Naturschutznadel